# ŠK Kastav
ŠK Kastav – chorwacki klub szachowy z siedzibą w Kastavie.

## Historia
Klub został założony w 1988 roku, a w kwietniu 1994 roku został członkiem chorwackiej federacji szachowe. W 1997 roku zespół uczestniczył w Pucharze Europy kobiet. W ćwierćfinale tych rozgrywek ŠK Kastav odniósł zwycięstwo nad USV Halle, a w półfinale pokonał Kyjiwską Szkołą Hrosmejsteriw. W finale chorwacki klub przegrał 1:3 z Gošą Smederevska Palanka. Skład drużyny stanowiły wówczas Nikoletta Lakos, Vlasta Maček, Brigida Stadler i Tina Trtanj.